# 13609 Левіцкі
13609 Леві́цкі (13609 Lewicki) — астероїд головного поясу, відкритий 10 жовтня 1994 року.
Тіссеранів параметр щодо Юпітера — 3,480.
Названий на честь Крістофера Левіцкі — інженера, що працює в Лабораторії реактивного руху, де він брав участь у розробці марсохода, який був запущений до Марса в 2003 році.